# Zwartbrauwrietzanger
De zwartbrauwrietzanger (Acrocephalus bistrigiceps) is een zangvogel uit de familie Acrocephalidae (rietzangers).

## Verspreiding en leefgebied
Deze soort broedt van oostelijk Mongolië en zuidoostelijk Rusland tot oostelijk China en Japan. Ze overwinteren in Zuidoost-Azië.

## Status
De grootte van de populatie is niet gekwantificeerd maar de soort wordt omschreven als plaatselijk zeer algemeen. Op de Rode lijst van de IUCN heeft deze soort de status niet bedreigd.